# Addio dottor Abelman!
Addio dottor Abelman! (The Last Angry Man) è un film del 1959 diretto da Daniel Mann. Ebbe due candidature all'Oscar, per miglior attore e protagonista e migliori scenografie. È ispirato al romanzo L'ultimo uomo arrabbiato di Gerald Green.

## Trama
La vita di un medico dedito ai poveri e alla fine della sua carriera vista attraverso gli occhi di un giornalista cinico e disincantato che deve scrivere su di lui.